# Абашев, Рашид Залялютдинович
Раши́д Залялютди́нович Аба́шев (тат. Рәшит Җәләлетдин улы Абашев, Räşit Cäläletdin uğlı Abaşef) (род. 27 марта 1951, Карино, Слободской район, Кировская область, РСФСР, СССР) — российский татарский врач, терапевт, кандидат медицинских наук (1999), доцент, врач высшей квалификационной категории, Заслуженный врач Республики Татарстан (1996), Заслуженный врач Российской Федерации.

## Биография
Родился 27 марта 1951 года в селе Карино, Слободской район, Кировская область, РСФСР.
В 1977 году окончил Казанский государственный медицинский институт по специальности «Лечебное дело». Получив диплом врача-терапевта, работал главным врачом курорта «Бакирово» с 1979 по 1986 год. Затем трудился в Центральной больницы в городе Лениногорск до 1994 года.
В 1994 году был назначен главным врачом Республиканского медицинского диагностического центра в городе Казань (с 2000 года Республиканской клинической больницы № 2).
В 2014 году стал главным врачом и директором санатория-профилактория «Газовик».
Написал научные работы по вертеброневрологии: диагностика и лечение заболеваний позвоночника, нарушения нейтрофического контроля в механизмах формирования алгических тригерных зон при нейромиофиброзе.
Возглавлял разработки большого количества методических рекомендаций. Многие из передовых технологий, применяющихся в настоящее время в ведущих клиниках Татарстана, были впервые внедрены на базе Республиканской клинической больницы № 2, где главврачом двадцать лет был Абашев. Внёс большой личный вклад в развитие санаторно-курортного лечения жителей республики.
За большой вклад в развитие здравоохранение Рашид Залялютдинович Абашев был удостоен почётных званий «Заслуженный врач Республики Татарстан» в 1996 году и «Заслуженный врач Российской Федерации». Лауреат Государственной премии Республики Татарстан в области науки и техники. Награждён медалью «За трудовое отличие» в 1976 году.

## Семья и увлечения
Женат, имеет дочь и сына. Любит читать историческую литературу и политические детективы, увлекается садоводством.

## Награды и звания
- Заслуженный врач Российской Федерации
- Заслуженный врач Республики Татарстан (1996)
- Лауреат государственной премии Республики Татарстан
- Кандидат медицинских наук
- Медаль «За трудовое отличие» (1976)[7]